# MVS・ヴェンチュリ
ヴェンチュリ (MVS Venturi) は、フランスの自動車メーカーであるMVS（後のヴェンチュリ）がかつて生産していたスポーツカーである。
本項ではヴェンチュリへの社名変更後に発表されたモデルや、マイナーチェンジモデルのアトランティーク (Atlantique) についても記述する。

## 歴史

### MVSヴェンチュリ（1987年）

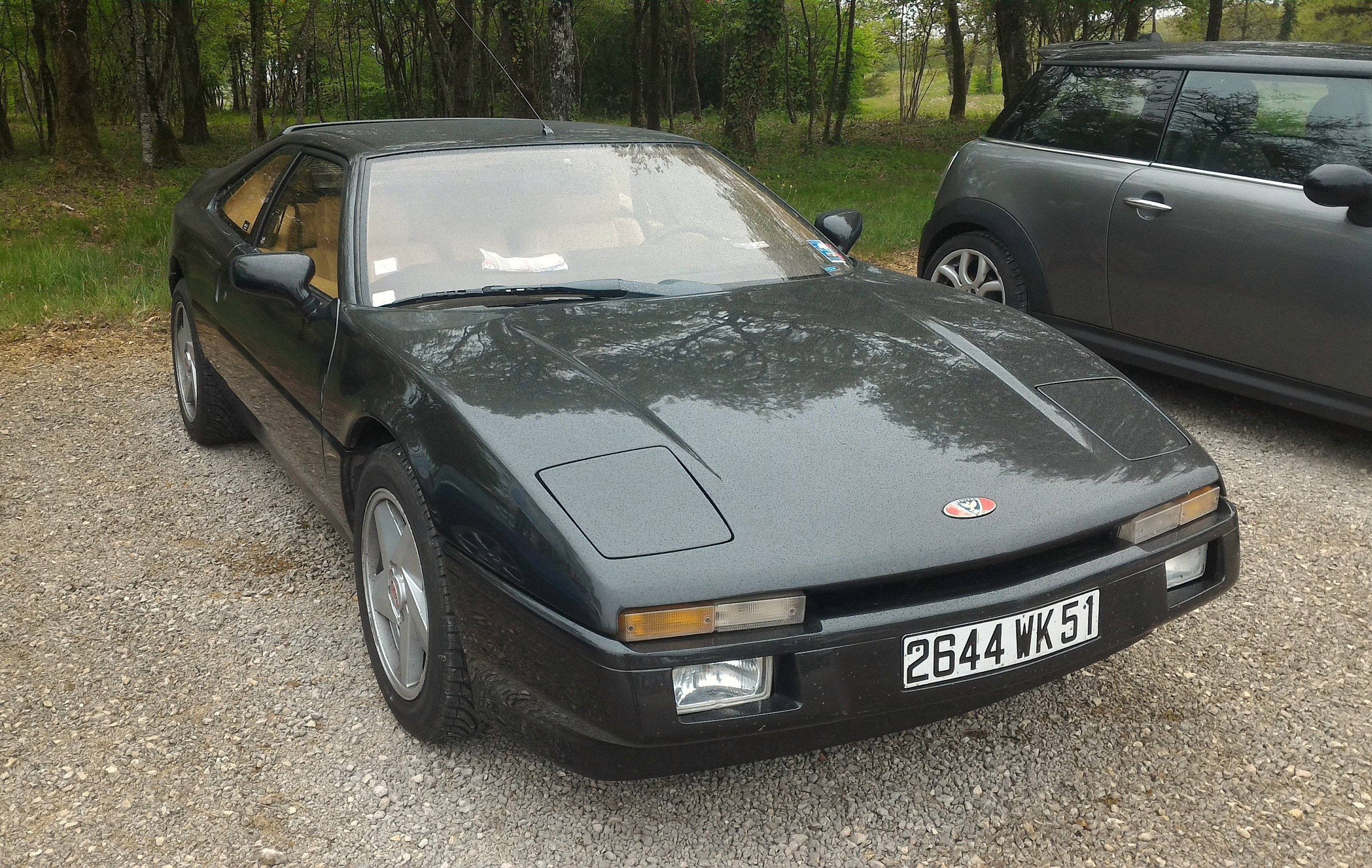
ヴェンチュリ200

元ユーリエのエンジニアであるクロード・ポワローとジェラール・ゴッドフロワは「ポルシェやフェラーリに対抗できるフランス車」を目指して自製スポーツカーの開発に着手し、1984年のパリサロンにてプロトタイプ「ヴェンチュリ」を出展した。車名は流体力学用語のベンチュリに由来し、当初はVenturyと綴られていたが、後にVenturiへと変更されている。
その後、ジャン・ロンドーやジャン＝ピエール・ベルトワーズといったレーシングドライバーが開発に加わり、1985年9月にMVS（Manufacture de Voitures de Sport、『スポーツカー製造会社』の意）を設立。同年12月にはロンドーが事故死するという悲劇もあったものの、1987年から「ヴェンチュリ」の生産が開始された。生産はフランス西部のショレにて行われ、初年度は5台を生産した。
ボディはリトラクタブル・ヘッドライトを持つ2ドアクーペで、テールランプはBMW・E21からの流用品。ミッドシップに搭載されるエンジンは開発当初、フォルクスワーゲン・ゴルフGTI用やプジョー・505用などの直列4気筒が試みられたが、量産車ではアルピーヌ・GTAと同型のPRV 2.5 L V型6気筒SOHCターボ（200 PS→210 PS）を縦置きで搭載する。トランスミッションは5速MTで、シャシは鋼板溶接プラットフォームを採用し、サスペンションは前後ともダブルウィッシュボーン式。内装はフランス車らしく、GTを意識した豪華なものであった。
エンジンやトランスミッションが異なる少量生産のバリエーションが多岐にわたって存在し、2.8 L 自然吸気（NA）エンジンと4速オートマチックトランスミッションを組み合わせたモデル、イタリア向けにルノー・21ターボと同型の直列4気筒ターボエンジンを搭載したモデルなどがある。
1988年、オープンタイプのトランスカップ (Transcup) を追加（生産開始は1990年）。

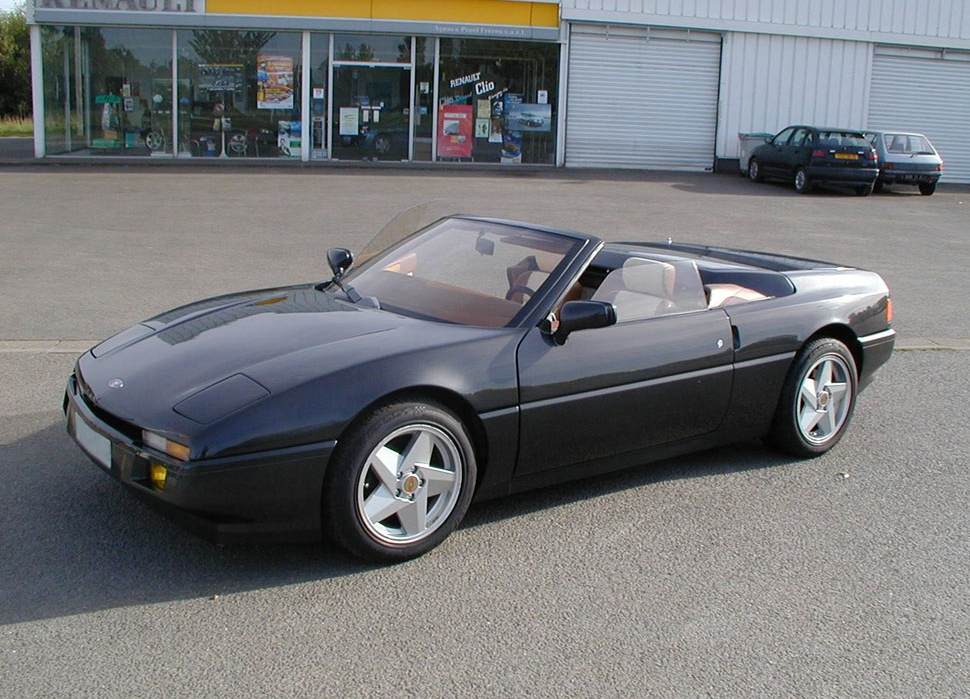
ヴェンチュリ トランスカップ210

### ヴェンチュリ260（1989年）

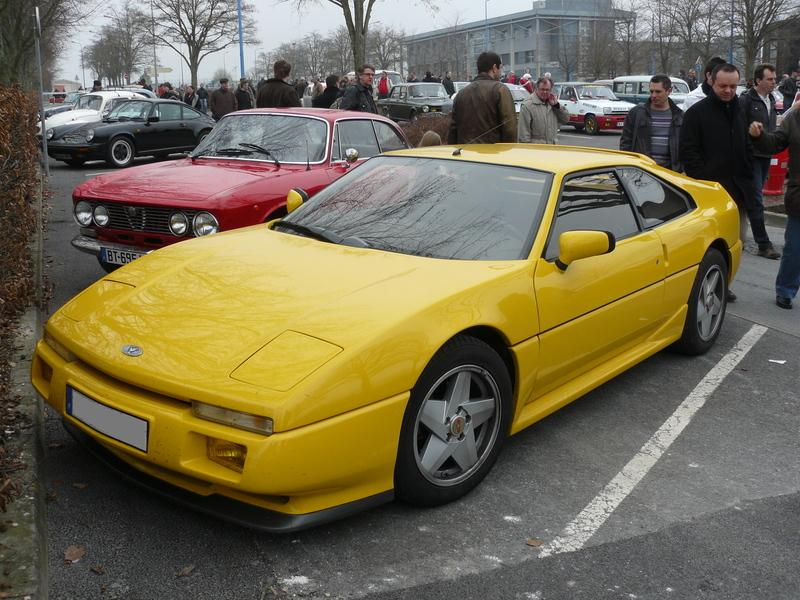
ヴェンチュリ260

MVSがヴェンチュリへと社名を変更した1989年、MVSヴェンチュリは「ヴェンチュリ260」へと発展する。搭載エンジンはPRV 2.8 L ターボ（260 PS）に変更された。軽量化仕様の「260アトランティーク」や、競技用モデル「500LM」のイメージを取り入れた「260LM」といったバリエーションが展開された。
1992年にはイギリス・BBCの自動車番組「トップ・ギア」にて、司会のジェレミー・クラークソンが「最もエキサイティングなスポーツカー」の2台中の1台としてヴェンチュリの名を挙げている（もう1台はアルピーヌ・A610）。

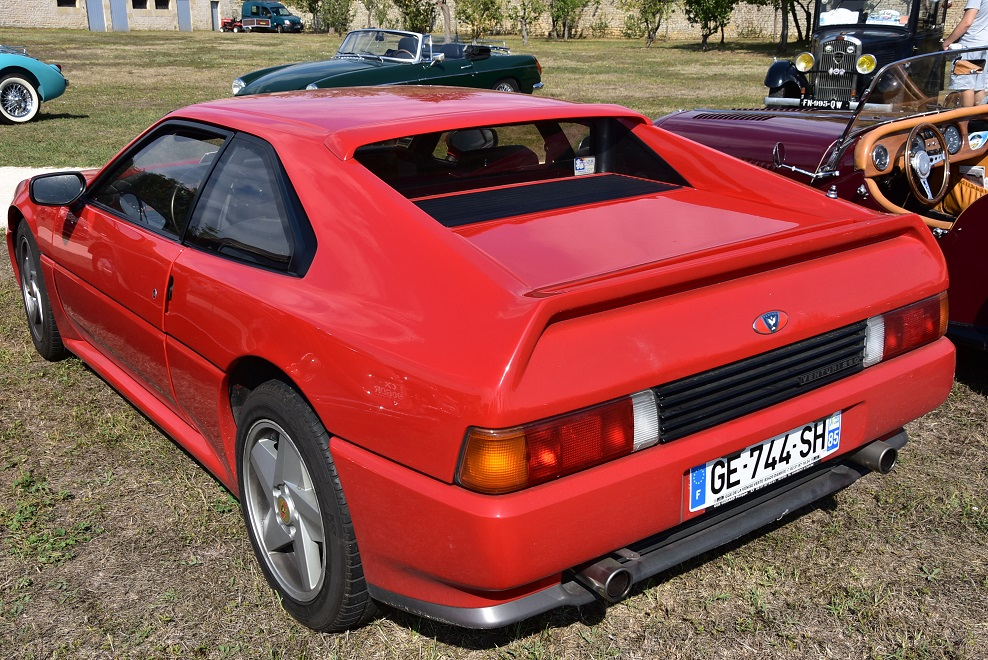
260 リア
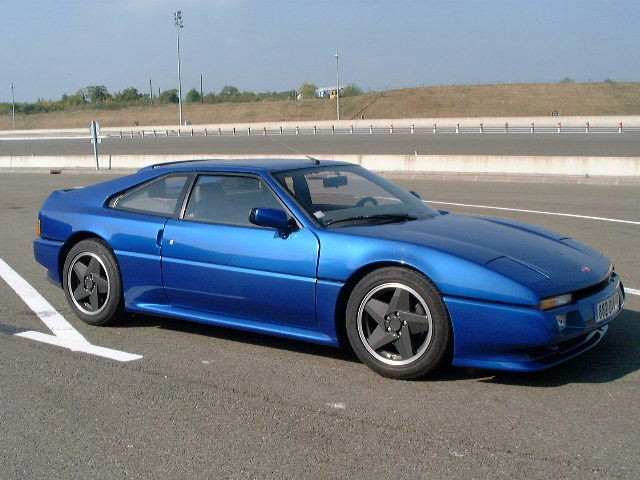
260アトランティーク
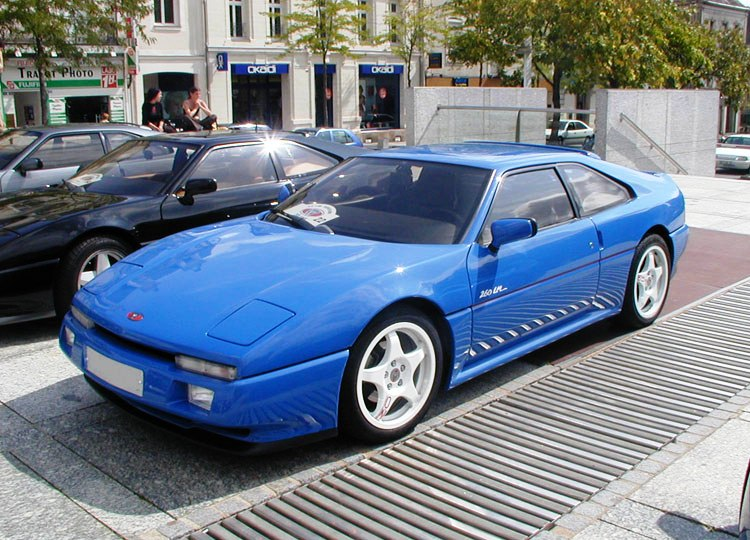
260LM

### アトランティーク300（1994年）

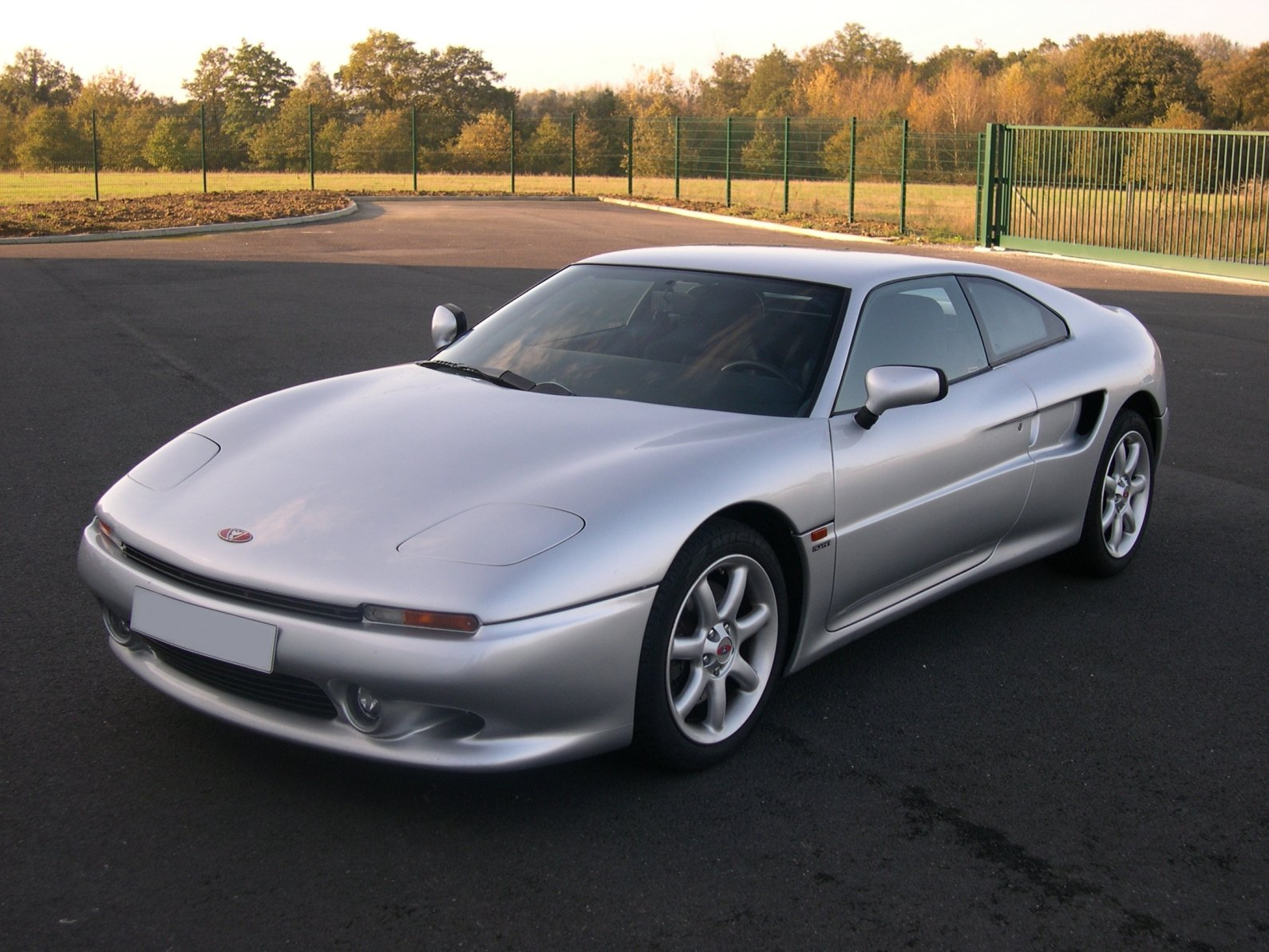
アトランティーク300

1994年、大幅なマイナーチェンジを行った「アトランティーク300」が発表された（生産開始は1996年）。ボディは丸みを帯びたデザインとなり、エンジンはPRV 3.0 LのNA（210 PS）およびターボ（285 PS）が搭載された。
1998年、ターボモデルのエンジンがPSAグループ製のDOHCツインターボ（310 PS）に変更され、車名も「アトランティーク300 ビ・ターボ」に変更された。このエンジンはそれまでの縦置きとは異なり、横置きで搭載されている。
2000年、ヴェンチュリの倒産に伴い生産終了。MVS時代からの累計生産台数は約700台。

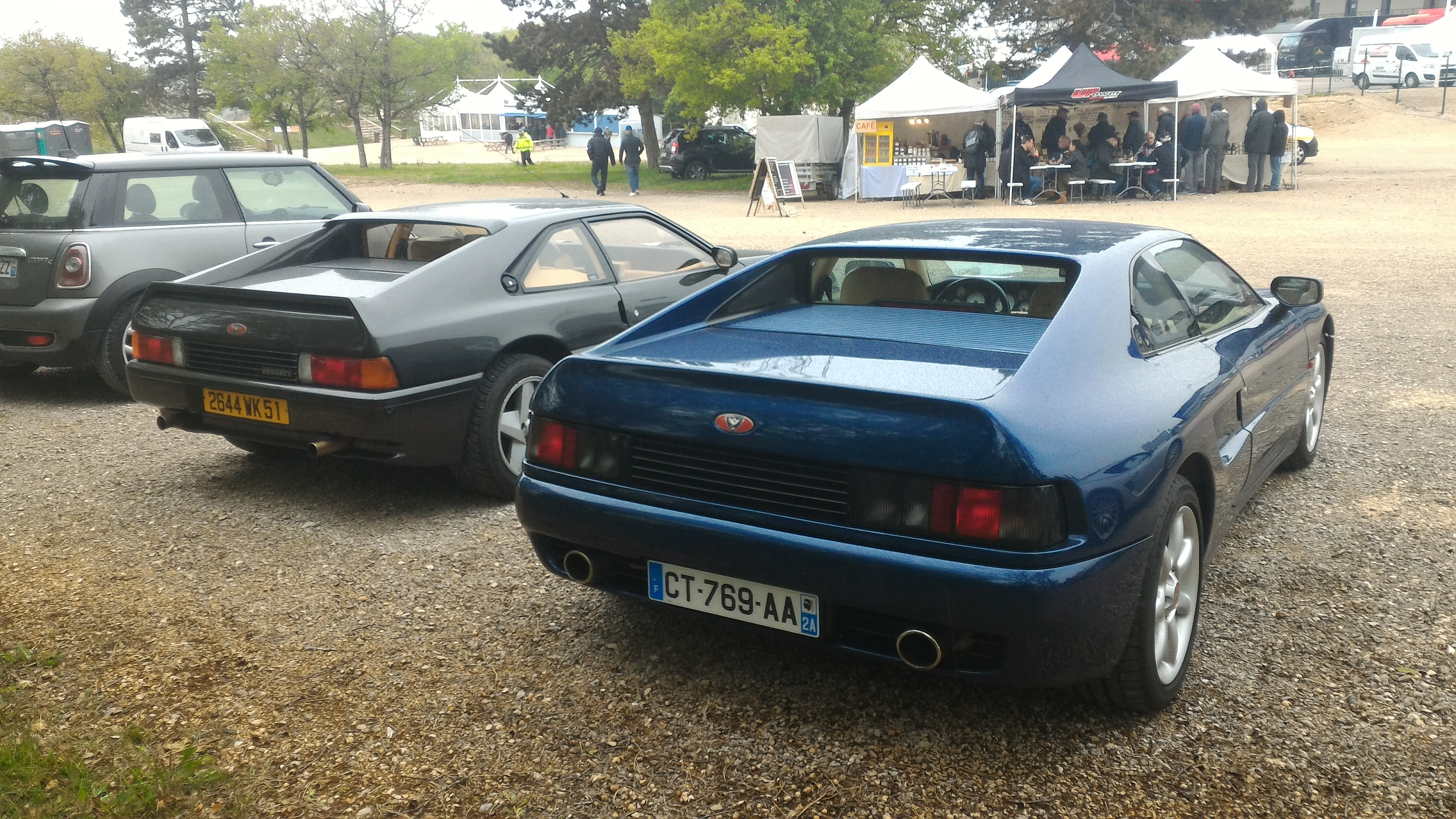
アトランティーク300 リア（右）
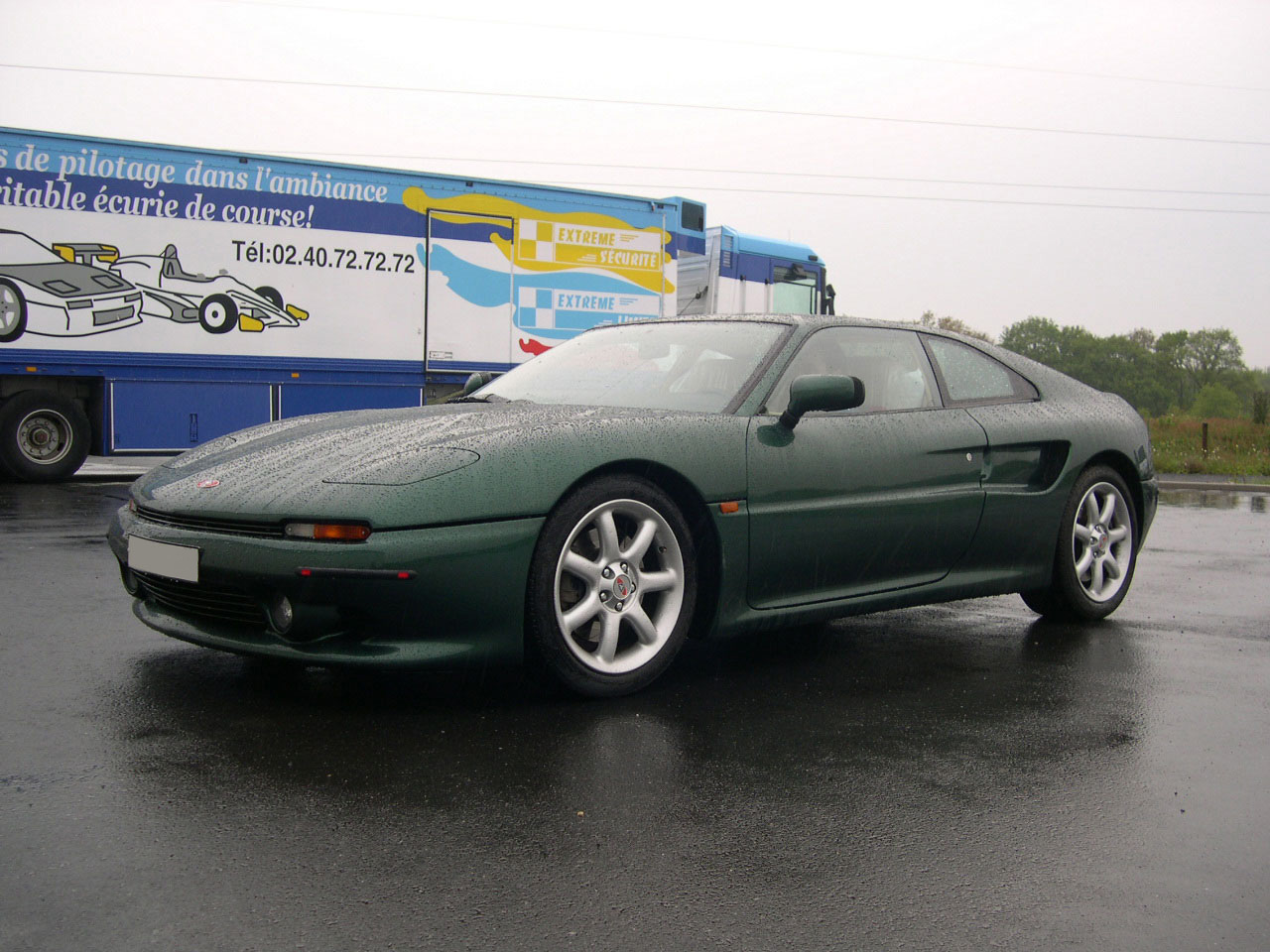
アトランティーク300 ビ・ターボ

## 日本での販売
MVSヴェンチュリには日本向けのモデルも用意され、2.8 L NAエンジンと4速ATを組み合わせたトランスカップが少数生産された。
2000年にはアトランテック商事（現・アトランティックカーズ）が正規輸入元となり、NA・4速ATの「アトランティーク」と、ターボ・5速MTの「アトランティーク300」が販売された。右ハンドル仕様も用意されていた。